# 도선고등학교
도선고등학교(道詵高等學校)는 대한민국 서울특별시 성동구 하왕십리동에 있는 공립 고등학교이다.

## 학교 연혁
- 2016년 12월 29일 : 서울특별시교육청 도선고등학교 설립 인가(27학급)
- 2017년 3월 1일 : 초대 윤호상 교장 취임
- 2017년 3월 2일 : 제1회 입학식(남 75명, 여 98명 총 173명 입학)
- 2017년 5월 24일 : 개교식
- 2020년 2월 5일 : 제1회 졸업식(남 86명, 여 97명 계 183명 졸업)
- 2023년 2월 1일 : 제4회 졸업식(남 70명, 여 86명 계 156명 졸업)
- 2023년 3월 1일 : 제3대 배성우 교장 취임
- 2023년 3월 2일 : 제7회 입학식(남 77명, 여 83명 계 160명 입학)

## 참고 자료
- 도선고등학교 - 한국교육학술정보원 학교알리미